# Tolve
Tolve é uma comuna italiana da região da Basilicata, província de Potenza, com cerca de 3.617 habitantes. Estende-se por uma área de 127 km², tendo uma densidade populacional de 28 hab/km². Faz fronteira com Albano di Lucania, Cancellara, Irsina (MT), Oppido Lucano, San Chirico Nuovo, Tricarico (MT) e Vaglio Basilicata.

## Demografia
| Variação demográfica do município entre 1861 e 2011                               |
|                                                                                   |
| Fonte: Istituto Nazionale di Statistica (ISTAT) - Elaboração gráfica da Wikipedia |